# La Rue des Bouchers à Alger
La Rue des Bouchers à Alger é uma conhecida obra do pintor impressionista francês Albert Lebourg.
Concebido durante o período em que Lebourg permaneceu na Argélia como professor de desenho na Societé des Beaux-Arts Algiers, este exímio óleo sobre tela foi pintado em 1873 e leiloado na Christie's em 2006, na cidade de Paris.